# Vilafranca dels Ports (kommun)
Villafranca del Cid/Vilafranca är en kommun i Spanien.   Den ligger i provinsen Província de Castelló och regionen Valencia, i den östra delen av landet, 290 km öster om huvudstaden Madrid. Antalet invånare är 2 494. Arean är 94 kvadratkilometer. Villafranca del Cid/Vilafranca gränsar till Ares del Maestre, Benasal, Castellfort, Portell de Morella och Vistabella del Maestrazgo. 
Terrängen i Villafranca del Cid/Vilafranca är kuperad.